# Nuraghe Arrubiu
Il nuraghe Arrubiu (nuraghe rosso in sardo) è un complesso nuragico situato nel territorio del comune di Orroli nella città metropolitana di Cagliari. Deve il suo nome al caratteristico colore rossastro dato dalle tracce di ferro nel basalto di cui sono composti i blocchi. Un'altra teoria vuole che il riferimento al colore rosso sia dovuto alla colorazione che assumono i licheni che crescono sulle sue pareti. Risulta essere il più grande e complesso nuraghe della Sardegna e tra i maggiori monumenti protostorici di tutto l'occidente europeo.

## Il nuraghe

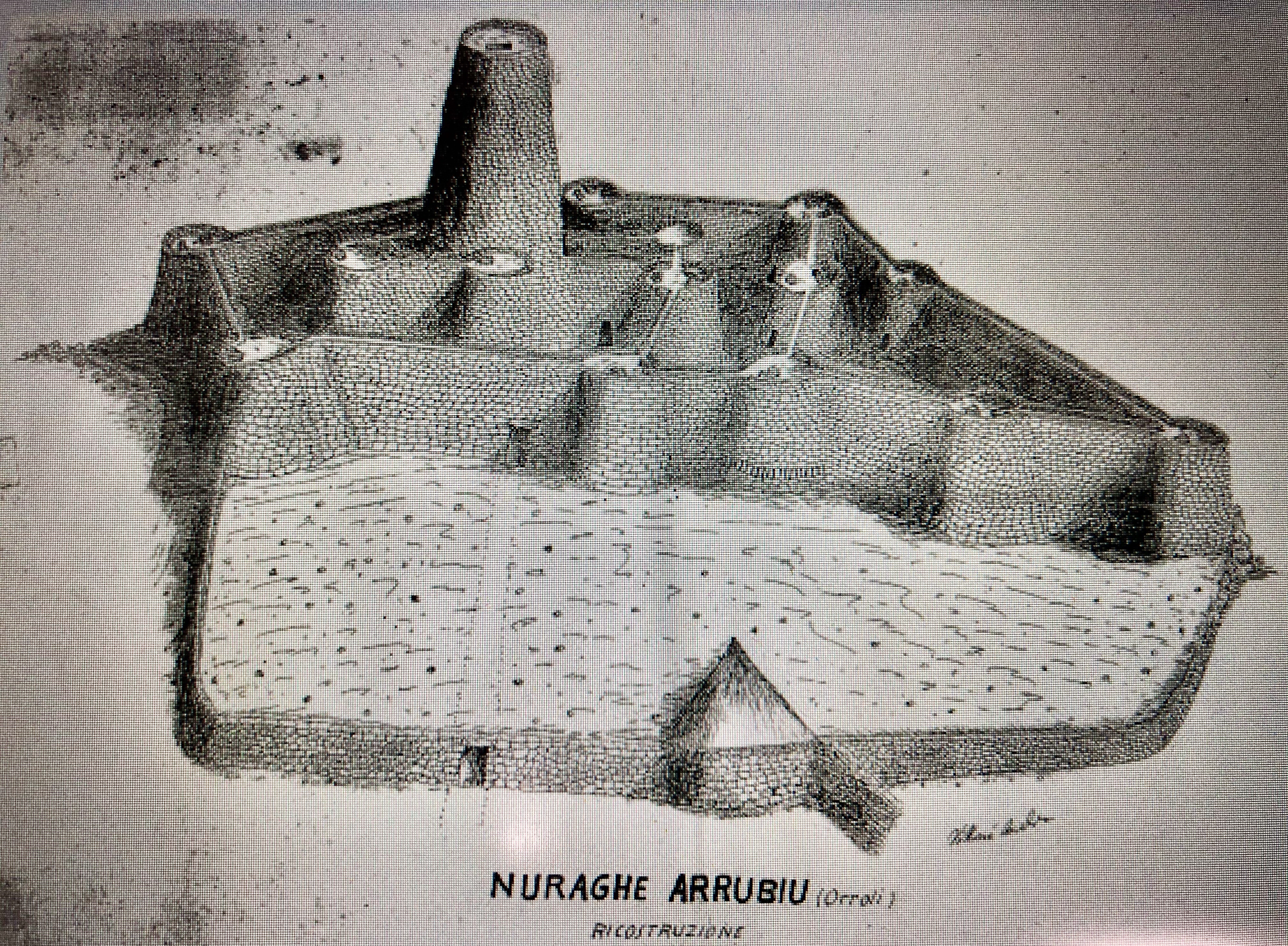
Ricostruzione del Nuraghe Arrubiu di Vittorio Anedda

Il complesso nuragico risale al 1500 a.C. circa, il suo crollo è stato datato al IX secolo a.C. per cause ancora non certe e rimase disabitato fino al 100 a.C. quando arrivarono i Romani. È uno dei pochi nuraghi costruiti secondo un "progetto" edilizio, nonché uno tra i maggiori, costituito da una torre centrale circondata da altre cinque torri attorno alle quali si trova un antemurale (cinta esterna), con ulteriori sette torri che compongono un'altra cinta muraria difensiva, la quale racchiude diversi cortili intorno al bastione. È presente poi una seconda cortina muraria esterna con cinque torri ed una terza cortina con altre tre torri, non raccordate con quelle precedenti. Il numero totale delle torri è ventuno. Complessivamente copriva una superficie superiore a 5000 m².

### La struttura

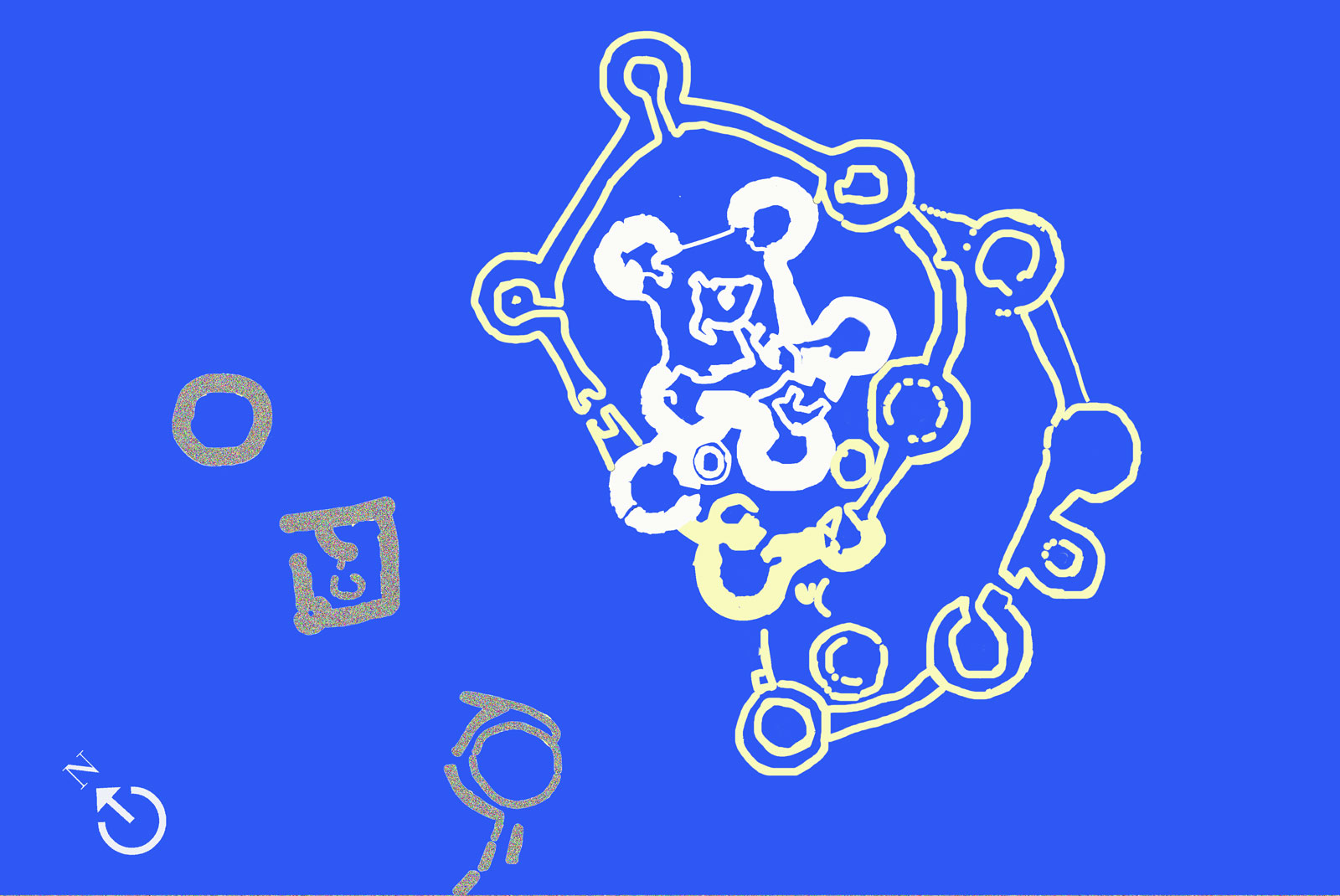
Pianta del Nuraghe Arrubiu

Durante gli scavi è stato rinvenuto un complesso sistema di drenaggio e di canalizzazione delle acque. Necessitano di essere descritti i due laboratori enologici, i cortili e alcune delle torri più importanti di questo sito.

#### Laboratorio Enologico
Questi due laboratori si trovano in due punti del sito.
Il primo, di età romana è situato tra la torre D ed E (vedasi planimetria al lato), presenta una pianta quadrangolare non regolare adibita prettamente ad un'attività agricola praticata da una comunità romanizzata che ha trasformato alcune parti dell complesso nuragico in una sorta di villa rustica. Il secondo invece, si trova nel cortile centrale B sempre di età romana e adibito ad attività agricola. Ciò che accomuna questi ambienti inoltre è la presenza di vasche sovrapposte di arenaria usate per la pigiatura dell'uva e la raccolta del mosto.

#### Cortile X
Il cortile più grande del nuraghe da cui possiamo scorgere tre torri del bastione pentalobato. Sono visibili ancora buona parte dei crolli e i rilievi archeologici hanno permesso di mettere in luce le basi delle torri costruite secondo la tecnica megalitica: sovrapponendo grosse pietre e riempiendo gli spazi vuoti con pietre più piccole. In questa area è presente il mastio centrale (Torre A): raggiungeva un'altezza compresa tra i 25 e i 30 m e si suppone fosse la più alta sinora conosciuta: secondo i calcoli fatti inserendo i dati del materiale lapideo scavato (il mastio cadde tutto nel cortile interno, sigillandolo) e l'angolazione della parte ancora esistente, il software usato ha dato un'altezza di ben 27 metri. La Torre G invece risulta essere l'unica non collegata con il cortile, mentre la Torre F, situata alla fine del cortile, presenta una grande apertura non originale: la pietra obliqua è spezzata e priva di un blocco che ne sosteneva il peso e si presume che tale modifica sia stata fatta in epoca romana.

#### Cortile K1
Luogo in cui è stato ritrovato uno dei due laboratori artigianali per la produzione del vino ed è inoltre presente la Capanna delle Riunioni: la più grande capanna di epoca nuragica al cui interno si trova un sedile che corre lungo il perimetro interno. Al centro vi è la base di un focolare. Venne riutilizzata fino all'epoca romana e vandala.

#### Cortile B
Si tratta del cortile centrale in cui si trova un sistema di canalizzazione dell'acqua piovana all'interno di una cisterna visibile sul cortile. Quattro torri (C-D-E-F) più quella centrale A sono collegate con questo cortile

#### Torre A
Originariamente, presentava tre piani sovrapposti di cui oggi ne resta solo uno. Al suo interno è presente la Tholos: una copertura circolare a falsa cupola ottenuta con un restringimento progressivo del cerchio di ciascun filare di pietre.

#### Torre C

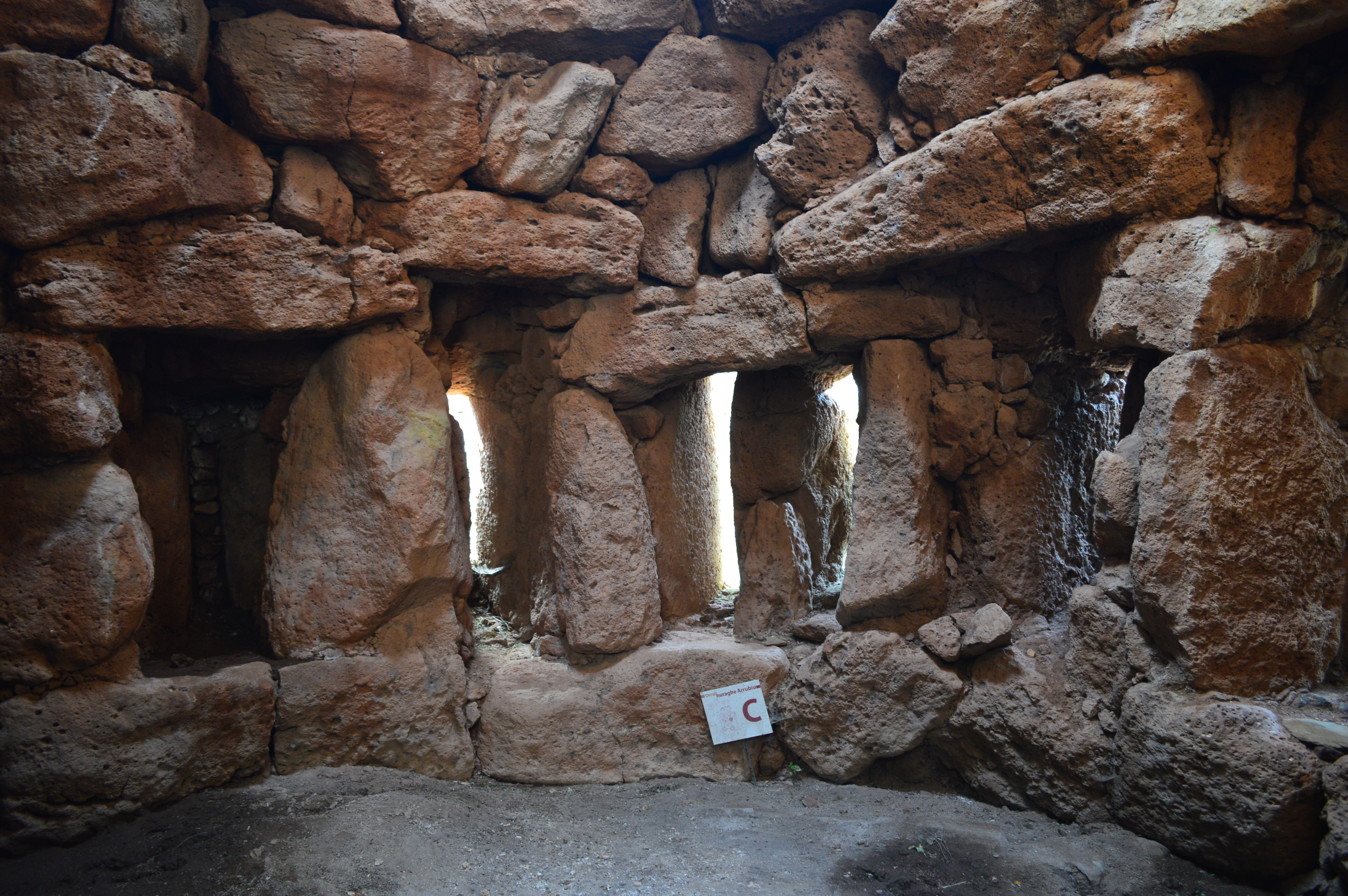
Torre C

Definita dagli archeologici torre delle donne in quanto sono stati ritrovati oggetti di uso femminile: fusaiole per filare la lana, aghi e pugnali in osso, macine per i cereali.
Originariamente anche questa torre presentava una copertura a tholos.

## Gli scavi
Il sito archeologico è stato oggetto di sistematiche campagne di scavo solo a partire dal 1981, che ne hanno rilevato la complessità strutturale.
Per una presentazione generale del monumento e dello stato delle conoscenze fino alla metà del XX secolo, bisogna fare riferimento a quanto descritto dal Cavaliere Vittorio Anedda (1876 - 1959), Ispettore Onorario Antichità e Belle Arti, considerato il primo cultore, scopritore e studioso del "Gigante Rosso", che già nei primi decenni del XX secolo effettuò una accurata descrizione del sito, pubblicata poi nel Giornale d'Italia del 9 agosto 1922 "Dalla Sardegna. Un nuovo gigantesco nuraghe". La descrizione di Anedda, comprensiva di rilievi e planimetrie del monumento, è la prima ad essere stata fatta, precedendo di oltre trent'anni gli articoli scientifici dedicati al sito archeologico.
Gli scavi sono ripresi nel 2012 con cadenza annuale e sono caratterizzati dall'applicazione di metodologie stratigrafiche con le quali è stato possibile realizzare dettagliate ricostruzioni paleoambientali del sito. Si ritiene che una grossa percentuale del complesso sia ancora da scavare.

## Altre strutture
Nell'area circostante il nuraghe si possono osservare alcune capanne e una tomba dei giganti, chiamata Tomba della Spada, oggetto di recenti scavi.

## Galleria d'immagini

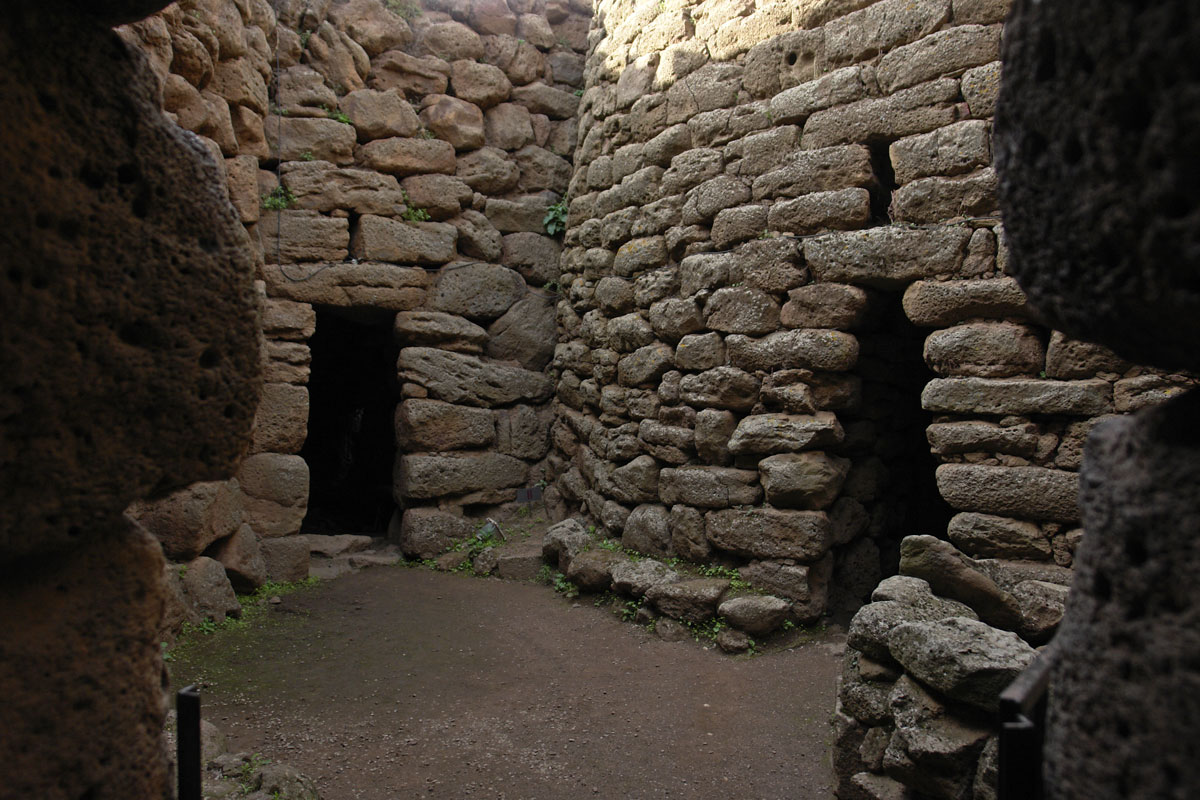
Interno
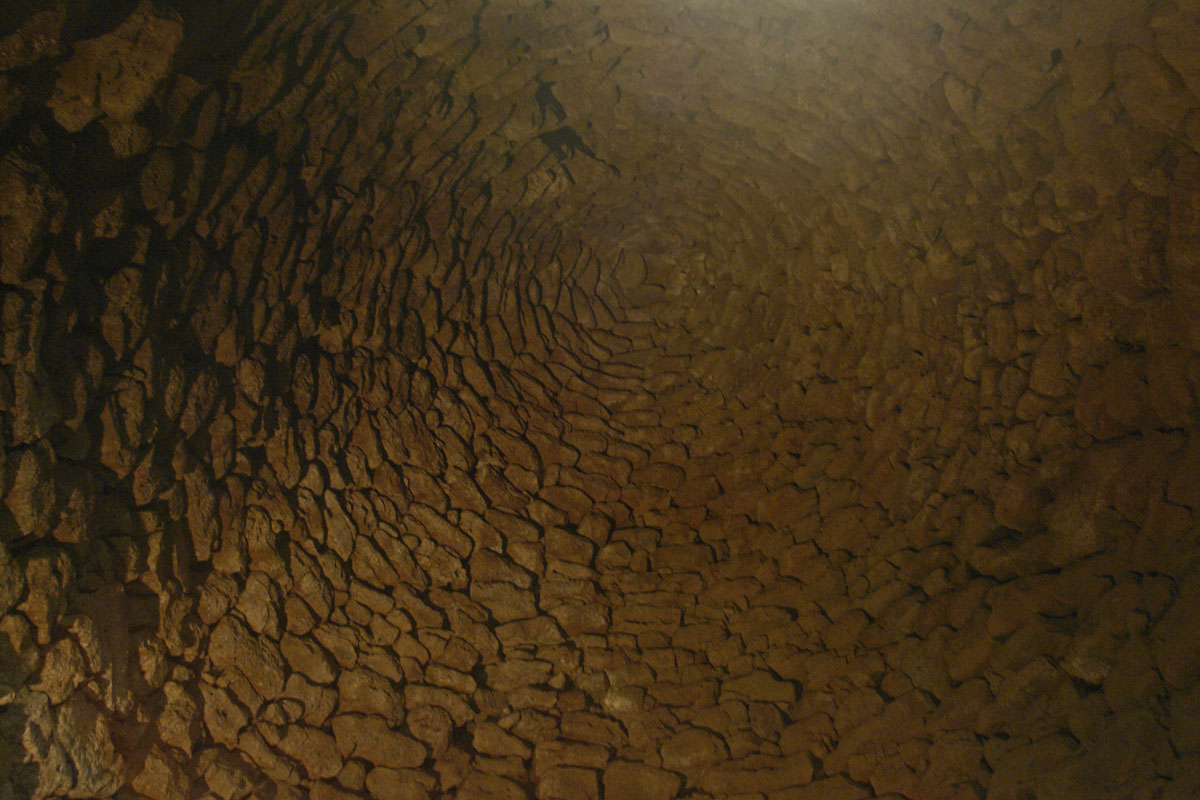
La tholos
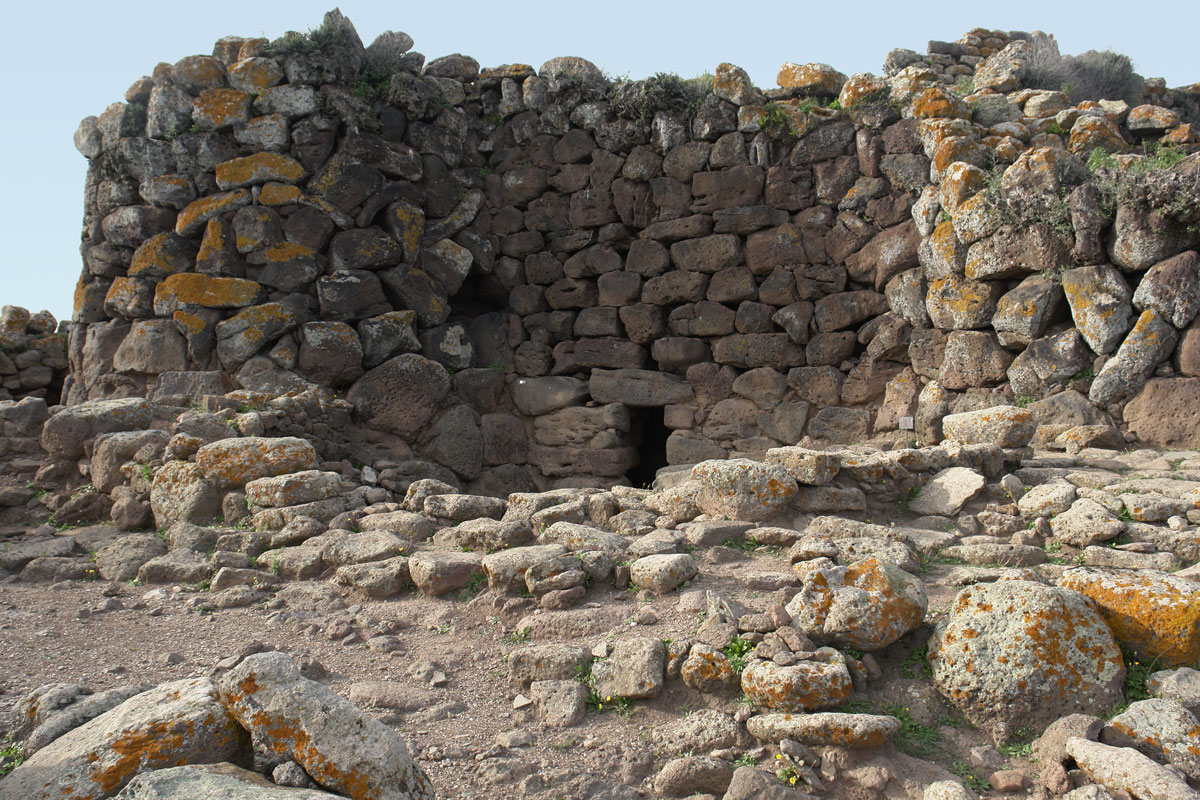
Nuraghe Arrubiu
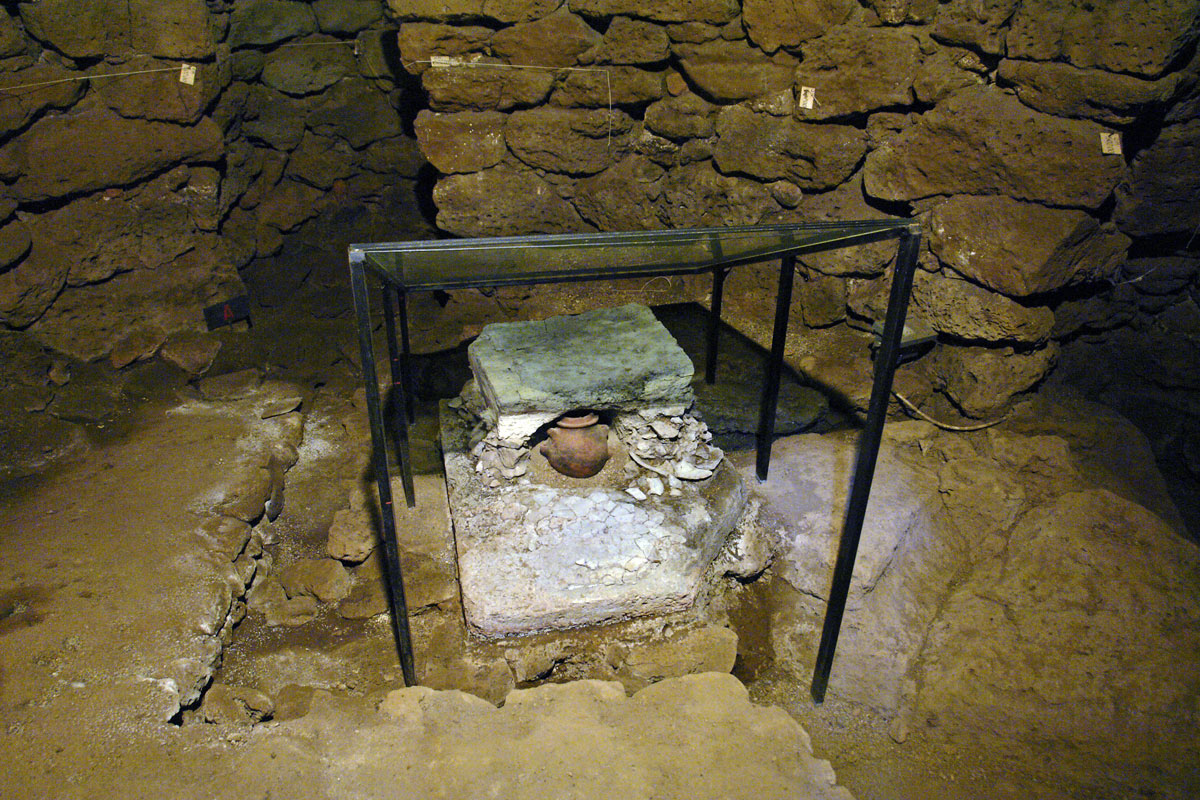
Nuraghe Arrubiu
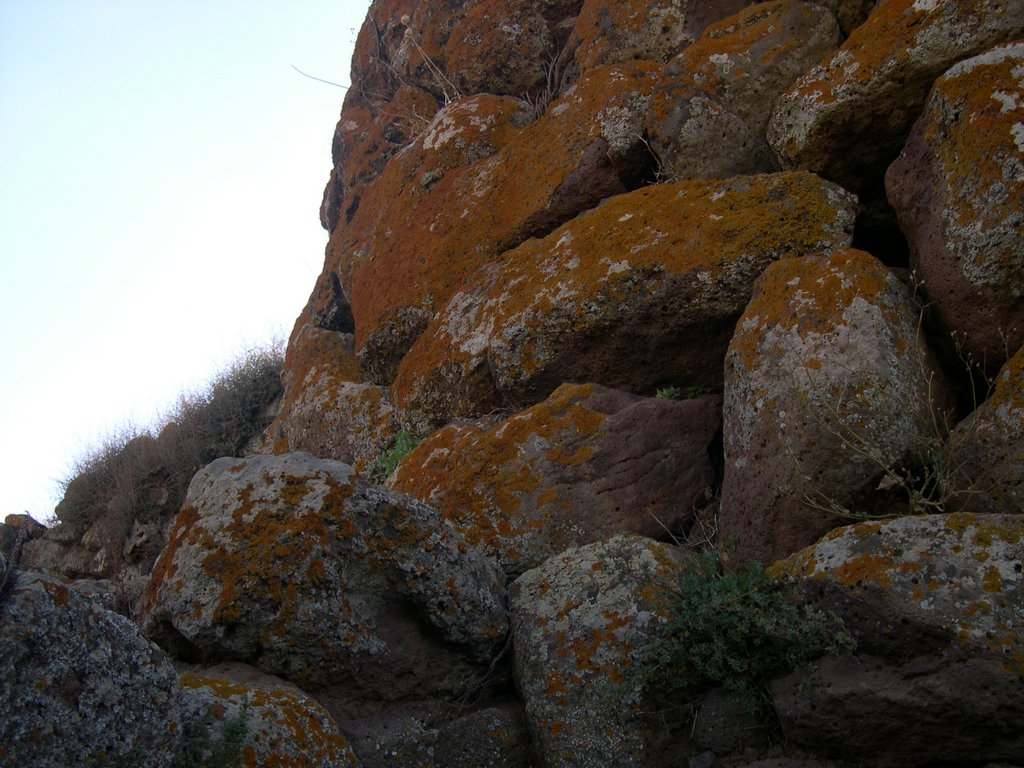
Particolare dei licheni
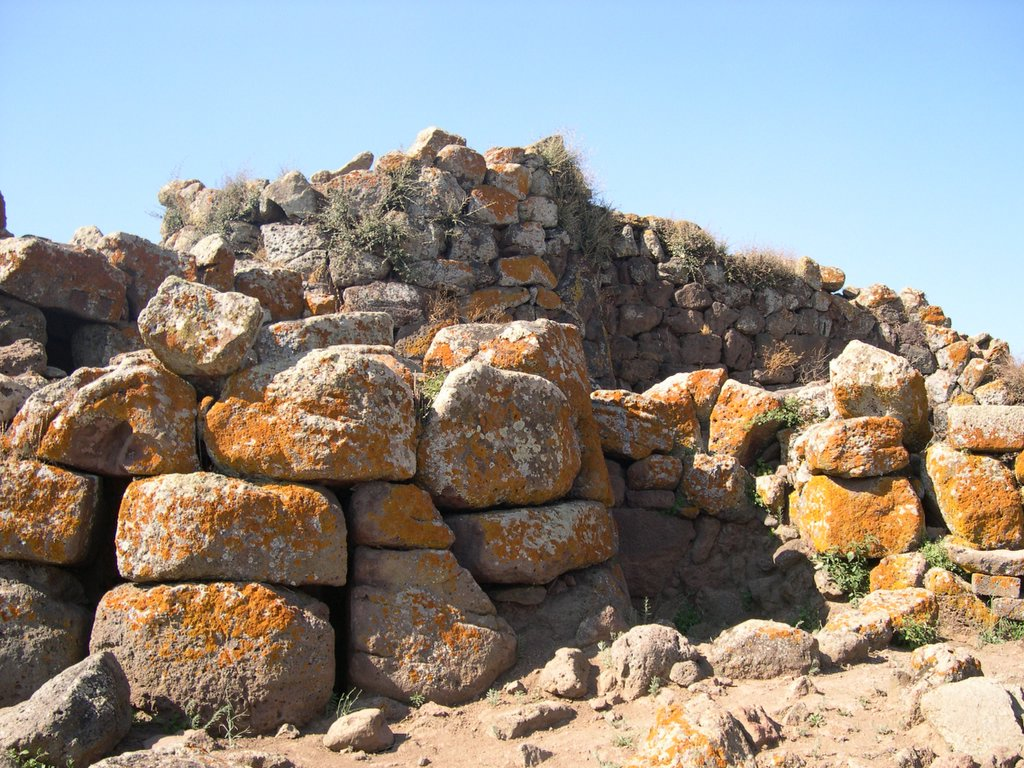
Particolare della torre